# Болдичі
Бо́лдичі (рос. Болдычи) — присілок у складі Орловського району Кіровської області, Росія. Входить до складу Орловського сільського поселення.
Населення становить 33 особи (2010, 38 у 2002).
Національний склад станом на 2002 рік — росіяни 95 %.